# Нервна цев
Код хордата у развоју (укључујући кичмењаке), нервна цев је ембрионални прекурзор централног нервног система, који се састоји од мозга и кичмене мождине. Нервни жлеб се постепено продубљује како се нервни набори подижу, и на крају се набори сусрећу и спајају у средњој линији и претварају жлеб у затворену неуралну цев. Код људи, до затварања неуралне цеви обично долази до четврте недеље трудноће (28. дан након зачећа). Ектодермални зид цеви формира рудимент нервног система. Центар цеви је нервни канал.

## Рани развој мозга
Предњи део неуралне цеви чини три главна дела мозга: предњи мозак, средњи мозак и задњи мозак. Ове структуре се у почетку појављују одмах након затварања неуралне цеви као избочине које се називају мождани везикули у обрасцу одређеном генима за предње-задње узорковање, укључујући Хок гене, друге транскрипционе факторе као што су Емк, Отк и Пак гени, и излучене сигналне факторе као што је раст фибробласта. фактори (ФГФ) и Внтс. Ове мождане везикуле се даље деле на подрегије. Прозенцефалон ствара теленцефалон и диенцефалон, а ромбенцефалон ствара метенцефалон и миеленцефалон. Задњи мозак, који је еволутивно најстарији део мозга хордата, такође се дели на различите сегменте који се називају ромбомери. Ромбомери стварају многа од најважнијих неуронских кола потребних за живот, укључујући она која контролишу дисање и рад срца, и производе већину кранијалних нерава. Ћелије неуронског гребена формирају ганглије изнад сваког ромбомера. Рана неурална цев се првенствено састоји од герминалног неуроепитела, касније названог вентрикуларна зона, која садржи примарне неуралне матичне ћелије назване радијалне глијалне ћелије и служи као главни извор неурона произведених током развоја мозга кроз процес неурогенезе.